# گورنگا توپونیتسا (نیش)
گورنگا توپونیتسا (به صربی: Gornja Toponica) یک منطقهٔ مسکونی در صربستان است که در نیش واقع شده‌است.